# Skelleftehamn
Skelleftehamn ist ein Ort (tätort) in der schwedischen Provinz Västerbottens län und der historischen Provinz Västerbotten in der Gemeinde Skellefteå.
Der Ort liegt an der Ostsee und ist Endpunkt des Länsväg 372 sowie der Bahnstrecke Bastuträsk–Skelleftehamn. Skelleftehamn ist mit seinen 3069 Einwohnern (2015) der drittgrößte Ort der Gemeinde.

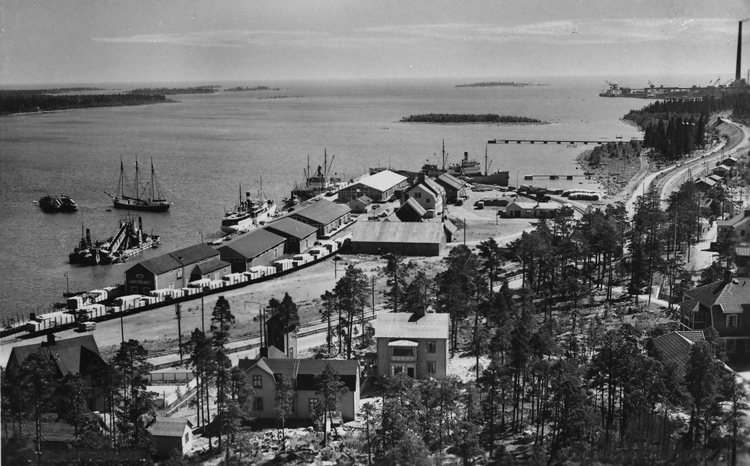
Hafen (1935)
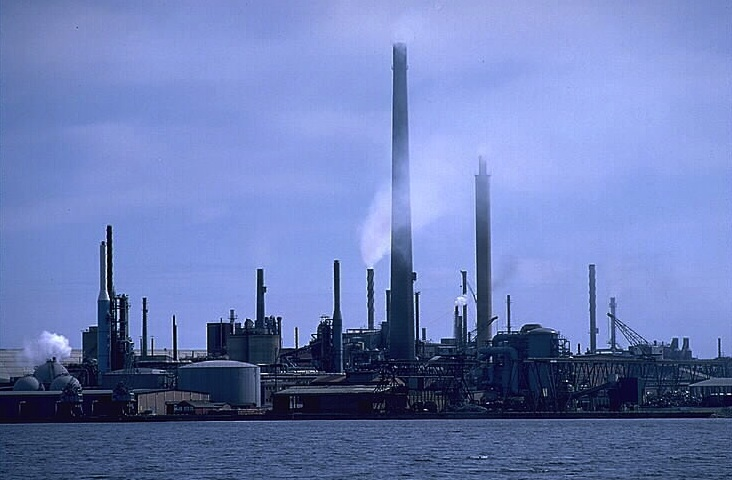
Rönnskärsverken (1970)

## Persönlichkeiten
- Stieg Larsson (Schriftsteller)
- Victoria Silvstedt (Model)
- Peter Haber (Schauspieler)